# Gradec (Pivka, Slovenija)
Gradec je naselje u slovenskoj Općini Pivki. Gradec se nalazi u pokrajini Notranjskoj i statističkoj regiji Notranjsko-kraškoj. 

## Stanovništvo
Prema popisu stanovništva iz 2002. godine naselje je imalo 52 stanovnika.